# Drupadia cinderella
Drupadia cinderella är en fjärilsart som beskrevs av Cowan 1974. Drupadia cinderella ingår i släktet Drupadia och familjen juvelvingar. Inga underarter finns listade i Catalogue of Life.